# Onthophagus turbatus
Onthophagus turbatus es una especie de insecto del género Onthophagus, familia Scarabaeidae, orden Coleoptera.
Fue descrita científicamente por Walker en 1858.